# Bel (ruisseau)
Pour les articles homonymes, voir Bel (homonymie).
Pour les articles ayant des titres homophones, voir Belle (ruisseau), Belle et Bell.
La Bel est un ruisseau de Belgique, affluent de la Berwinne. 
Son confluent se trouve à côté de l'Abbaye du Val-Dieu dans le Pays de Herve.